# Sørrollnes
Sørrollnes (en sami septentrional: Orjješ-Rállegeahči) es un pueblo del municipio de Ibestad en Troms, Noruega. Se localiza en la punta oeste de la isla de Rolla. Tiene un servicio regular de transbordadores hacia Harstad desde 1964. Un nuevo puerto fue construido en 2006.

## Historia
Sørrollnes era en un principio parte del antiguo municipio de Trondenes, pero en 1926 junto con el suroeste de Rolla formaron parte del municipio de Skånland. El camino entre el pueblo y Hamnvik fue construido durante la década de 1950. En 1964, Sørrollnes y las zonas circundantes de Rolla fueron transferidas a Ibestad.